# Намгай Зам
Намгай Зам (нар.. 1985) — бутанська журналістка та активістка. Здобувши собі ім'я як продюсерки та ведучої на громадській телерадіомовній службі Бутану, зараз вона працює виконавчим директором Асоціації журналістів Бутану. Позов проти Зам у 2016 році вважався першим випробуванням свободи преси в країні після її переходу на демократичний шлях розвитку.

## Походження та навчання
Намгай Зам народилася в 1985 році в родині бутанців у Бутані, де й провела своє дитинство.
Вона навчалася в коледжі леді Шрі Рам в Індії, жіночому коледжі Делійського університету, який закінчила за освітнім ступенем бакалавра з англійської літератури.

## Журналістська кар'єра
Зам почала свою діяльність журналістки на першій національній молодіжній радіостанції Бутану Kuzoo FM у 2007 році. Потім працювала продюсером і ведучою англомовних новин для національного мовника країни Bhutan Broadcasting Service. Вона провела 10 місяців у 2015 та 2016 роках як стипендіат Хамфрі в Школі журналістики та масових комунікацій Волтера Кронкайта при Університеті штату Аризона .
У 2017 році The Diplomat назвала її «найвідомішою особою на телебаченні в Бутані». Намгай Зам також писала статті для англомовних видань, включаючи Guardian, Australian Broadcasting Corporation та Hindustan Times .
Окрім роботи в радіоефірі та написання статей, Зам стала відома своєю активною діяльністю в соціальних мережах. У 2016 році її звинуватив у наклепі впливовий бізнесмен Сонам Пхунцо, тесть головного судді країни Церінга Вангчука, через пост у Facebook, у якому вона поділилася петицією проти бізнесмена.
Справу Зам, у якій їй загрожувало тюремне ув'язнення або штраф у розмірі 2,59 мільйона бутанських нгултрумів, що еквівалентно приблизно 10-річній зарплаті позивача. Активісти та міжнародні ЗМІ описали цей факт, як перше випробування свободи преси в Бутані після його переходу на демократичний шлях розвитку. Хоча позов було відкликано в січні 2017 року безпосередньо перед оголошенням вердикту, незабаром після цього Зам виїхала з Бутану до Непалу, де почала працювати заступником редактора медіа-стартапу Onward Nepal у Катманду. Однак пізніше того ж року вона повернулася до Бутану з Непалу.
Потім, у жовтні 2017 року, Зам почала продюсувати та вести перше в Бутані радіошоу про психічне здоров'я Mind Over Matter Bhutan на Radio Valley . У 2019 році вона запустила перший в країні подкаст Dragon Tales . Зараз вона працює незалежною журналісткою в столиці Бутану Тхімпху .
У 2019 році Зам обійняла посаду виконавчого директора Асоціації журналістів Бутану . Після призначення вона визначила гендерну рівність у ЗМІ як одну зі своїх цілей на посаді виконавчого директора. На цій посаді вона також намагалася надавати безоплатні юридичні послуги для журналістів.

## Активізм
Як громадська активістка, Намгар Зам підтримувала вирішення різних соціальних проблем суспільства, зокрема, дотримання соціальної справедливості, гендерної рівності та прав ЛГБТК, а також захисту психічного здоров'я. Вона була залучена до Бутанської мережі розширення прав і можливостей жінок і працювала з різними неурядовими організаціями, включаючи Бутанський фонд розвитку молоді, над вирішенням цих проблем.